# シュトゥットガルト国際アニメーション映画祭
シュトゥットガルト国際アニメーション映画祭 （シュトゥットガルトこくさいアニメーションえいがさい、独: Internationale Trickfilm-Festival Stuttgart – Festival of Animated Film）は、毎年ドイツのシュトゥットガルトで開催されるアニメーションを専門に扱う国際映画祭。略称はITFS。

## 概要
1982年にスタートしたアニメーション映画祭で、国際アニメーション映画協会・アカデミー賞公認の映画祭。長編作品を対象にした「AniMovie」部門等がある。毎年約8万人が来場する。

## 日本の受賞者および作品
| 開催年 | 題名             | 監督     | 部門     | 賞                     |
| ------ | ---------------- | -------- | -------- | ---------------------- |
| 2010年 | 崖の上のポニョ   | 宮崎駿   | 長編部門 | グランプリ             |
| 2014年 | 言の葉の庭       | 新海誠   | 長編部門 | グランプリ             |
| 2017年 | この世界の片隅に | 片渕須直 | 長編部門 | スペシャル・メンション |
| 2024年 | かがみの孤城     | 原恵一   | 長編部門 | スペシャル・メンション |